# Tirreno-Adriático
La Tirreno-Adriático es una carrera de ciclismo en ruta profesional por etapas que se disputa a lo largo de la geografía de la Italia central. Recorre un trayecto desde la costa del mar Tirreno hasta la costa del mar Adriático, concretamente hasta San Benedetto del Tronto, de ahí su nombre. Se celebra a mediados de marzo y pertenece al calendario UCI WorldTour, máxima categoría de las carreras profesionales.
La primera edición se remonta a 1966 y desde entonces se ha disputado sin interrupción. 
Desde el año 2005 hasta el año 2007 formó parte del calendario del UCI ProTour. Después, por una disputa con la UCI en 2008, se encuadró en el calendario Continental Europeo y desde 2009 está incluida nuevamente en el calendario del UCI WorldTour (antiguo UCI ProTour).
También conocida como "La carrera de los dos mares", el líder de la clasificación general lleva malla de color azul, y el ganador recibe de trofeo un tridente de Neptuno, dios de los mares de la mitología romana.
El belga Roger De Vlaeminck ostenta el récord de victorias (6) y triunfos de etapa (15) de la carrera. 

## Palmarés
| Año  | Ganador              | Segundo                | Tercero                  |
| ---- | -------------------- | ---------------------- | ------------------------ |
| 1966 | Dino Zandegù         | Vito Taccone           | Rolf Maurer              |
| 1967 | Franco Bitossi       | Carmine Preziosi       | Vito Taccone             |
| 1968 | Claudio Michelotto   | Italo Zilioli          | Rudi Altig               |
| 1969 | Carlo Chiappano      | Albert Van Vlierberghe | Giuseppe Fezzardi        |
| 1970 | Antoine Houbrechts   | Italo Zilioli          | Felice Gimondi           |
| 1971 | Italo Zilioli        | Georges Pintens        | Marcello Bergamo         |
| 1972 | Roger de Vlaeminck   | Josef Fuchs            | Tomas Pettersson         |
| 1973 | Roger de Vlaeminck   | Frans Verbeeck         | Gösta Pettersson         |
| 1974 | Roger de Vlaeminck   | Knut Knudsen           | Simone Fraccaro          |
| 1975 | Roger de Vlaeminck   | Knut Knudsen           | Wladimiro Panizza        |
| 1976 | Roger de Vlaeminck   | Eddy Merckx            | Gianbattista Baronchelli |
| 1977 | Roger de Vlaeminck   | Francesco Moser        | Giuseppe Saronni         |
| 1978 | Giuseppe Saronni     | Knut Knudsen           | Francesco Moser          |
| 1979 | Knut Knudsen         | Giuseppe Saronni       | Giovanni Battaglin       |
| 1980 | Francesco Moser      | Alfons De Wolf         | Dante Morandi            |
| 1981 | Francesco Moser      | Raniero Gradi          | Marino Amadori           |
| 1982 | Giuseppe Saronni     | Gerrie Knetemann       | Greg LeMond              |
| 1983 | Roberto Visentini    | Gerrie Knetemann       | Francesco Moser          |
| 1984 | Tommy Prim           | Erich Maechler         | Roberto Visentini        |
| 1985 | Joop Zoetemelk       | Acácio da Silva        | Stephan Mutter           |
| 1986 | Luciano Rabottini    | Francesco Moser        | Giuseppe Petito          |
| 1987 | Rolf Sørensen        | Giuseppe Calcaterra    | Tony Rominger            |
| 1988 | Erich Maechler       | Tony Rominger          | Rolf Sørensen            |
| 1989 | Tony Rominger        | Rolf Gölz              | Charly Mottet            |
| 1990 | Tony Rominger        | Zenon Jaskuła          | Gilles Delion            |
| 1991 | Herminio Díaz Zabala | Federico Ghiotto       | Raúl Alcalá              |
| 1992 | Rolf Sørensen        | Raúl Alcalá            | Fabian Jeker             |
| 1993 | Maurizio Fondriest   | Andréi Chmil           | Stefano della Santa      |
| 1994 | Giorgio Furlan       | Yevgueni Berzin        | Stefano Colagè           |
| 1995 | Stefano Colagè       | Maurizio Fondriest     | Dmitri Konyschew         |
| 1996 | Francesco Casagrande | Alexandr Gonchenkov    | Gianluca Pianegonda      |
| 1997 | Roberto Petito       | Gianluca Pianegonda    | Beat Zberg               |
| 1998 | Rolf Järmann         | Franco Ballerini       | Jens Heppner             |
| 1999 | Michele Bartoli      | Davide Rebellin        | Stefano Garzelli         |
| 2000 | Abraham Olano        | Jan Hruška             | Juan Carlos Domínguez    |
| 2001 | Davide Rebellin      | Gabriele Colombo       | Michael Boogerd          |
| 2002 | Erik Dekker          | Danilo Di Luca         | Óscar Freire             |
| 2003 | Filippo Pozzato      | Danilo Di Luca         | Ruggero Marzoli          |
| 2004 | Paolo Bettini        | Óscar Freire           | Erik Zabel               |
| 2005 | Óscar Freire         | Alessandro Petacchi    | Danilo Hondo             |
| 2006 | Thomas Dekker        | Jörg Jaksche           | Alessandro Ballan        |
| 2007 | Andreas Klöden       | Kim Kirchen            | Alekszandr Vinokurov     |
| 2008 | Fabian Cancellara    | Enrico Gasparotto      | Thomas Lövkvist          |
| 2009 | Michele Scarponi     | Stefano Garzelli       | Andreas Klöden           |
| 2010 | Stefano Garzelli     | Michele Scarponi       | Cadel Evans              |
| 2011 | Cadel Evans          | Robert Gesink          | Michele Scarponi         |
| 2012 | Vincenzo Nibali      | Chris Horner           | Roman Kreuziger          |
| 2013 | Vincenzo Nibali      | Chris Froome           | Alberto Contador         |
| 2014 | Alberto Contador     | Nairo Quintana         | Roman Kreuziger          |
| 2015 | Nairo Quintana       | Bauke Mollema          | Rigoberto Urán           |
| 2016 | Greg Van Avermaet    | Peter Sagan            | Bob Jungels              |
| 2017 | Nairo Quintana       | Rohan Dennis           | Thibaut Pinot            |
| 2018 | Michał Kwiatkowski   | Damiano Caruso         | Geraint Thomas           |
| 2019 | Primož Roglič        | Adam Yates             | Jakob Fuglsang           |
| 2020 | Simon Yates          | Geraint Thomas         | Rafał Majka              |
| 2021 | Tadej Pogačar        | Wout van Aert          | Mikel Landa              |
| 2022 | Tadej Pogačar        | Jonas Vingegaard       | Mikel Landa              |
| 2023 | Primož Roglič        | João Almeida           | Tao Geoghegan Hart       |
| 2024 | Jonas Vingegaard     | Juan Ayuso             | Jai Hindley              |
| 2025 | Juan Ayuso           | Filippo Ganna          | Antonio Tiberi           |

## Palmarés por países
Hasta la edición 2025
| País            | Victorias | 2.º lugar | 3.º lugar | Total | Último vencedor            |
| --------------- | --------- | --------- | --------- | ----- | -------------------------- |
| Italia          | 24        | 23        | 23        | 70    | Vincenzo Nibali en 2013    |
| Bélgica         | 8         | 6         | -         | 14    | Greg Van Avermaet en 2016  |
| Suiza           | 5         | 3         | 5         | 13    | Fabian Cancellara en 2008  |
| España          | 5         | 2         | 5         | 12    | Juan Ayuso en 2025         |
| Eslovenia       | 4         | -         | -         | 4     | Primož Roglič en 2023      |
| Países Bajos    | 3         | 4         | 1         | 8     | Thomas Dekker en 2006      |
| Dinamarca       | 3         | 1         | 2         | 6     | Jonas Vingegaard en 2024   |
| Colombia        | 2         | 1         | 1         | 4     | Nairo Quintana en 2017     |
| Noruega         | 1         | 3         | -         | 4     | Knut Knudsen en 1979       |
| Suecia          | 1         | -         | 3         | 4     | Tommy Prim en 1984         |
| Alemania        | 1         | 2         | 5         | 8     | Andreas Klöden en 2007     |
| Australia       | 1         | 1         | 2         | 4     | Cadel Evans en 2011        |
| Polonia         | 1         | 1         | 1         | 3     | Michał Kwiatkowski en 2018 |
| Reino Unido     | 1         | 3         | 2         | 6     | Simon Yates en 2020        |
| Portugal        | -         | 2         | -         | 2     |                            |
| México          | -         | 1         | 1         | 2     |                            |
| Rusia           | -         | 1         | 1         | 2     |                            |
| República Checa | -         | 1         | 1         | 2     |                            |
| Luxemburgo      | -         | 1         | 1         | 2     |                            |
| Estados Unidos  | -         | 1         | 1         | 2     |                            |
| Moldavia        | -         | 1         | -         | 1     |                            |
| Ucrania         | -         | 1         | -         | 1     |                            |
| Eslovaquia      | -         | 1         | -         | 1     |                            |
| Kazajistán      | -         | -         | 1         | 1     |                            |

En negrilla corredores activos.

## Estadísticas

### Más victorias
Hasta la edición 2023.
| Ciclista           | Victorias | Años                               |
| ------------------ | --------- | ---------------------------------- |
| Roger De Vlaeminck | 6         | 1972, 1973, 1974, 1975, 1976, 1977 |
| Francesco Moser    | 2         | 1980, 1981                         |
| Giuseppe Saronni   | 2         | 1978, 1982                         |
| Tony Rominger      | 2         | 1989, 1990                         |
| Rolf Sørensen      | 2         | 1987, 1992                         |
| Vincenzo Nibali    | 2         | 2012, 2013                         |
| Nairo Quintana     | 2         | 2015, 2017                         |
| Tadej Pogačar      | 2         | 2021, 2022                         |
| Primož Roglič      | 2         | 2019, 2023                         |

- En negrilla corredores activos.

### Victorias consecutivas
- Seis victorias consecutivas:
  -  Roger De Vlaeminck (1972, 1973, 1974, 1975, 1976, 1977)

- Dos victorias consecutivas:
  -  Francesco Moser (1980, 1981)
  -  Tony Rominger (1989, 1990)
  -  Vincenzo Nibali (2012, 2013)
  -  Tadej Pogačar (2021, 2022)
- En negrilla corredores activos.

### Victorias de etapa
- Actualizado a edición 2024.

Estos son los ciclistas que han ganado cuatro o más etapas:
| Ciclista            | Etapas |
| ------------------- | ------ |
| Roger De Vlaeminck  | 15     |
| Óscar Freire        | 11     |
| Alessandro Petacchi | 9      |
| Giuseppe Saronni    | 8      |
| Moreno Argentin     | 8      |
| Erik Zabel          | 7      |
| Peter Sagan         | 7      |
| Franco Bitossi      | 6      |
| Rolf Sørensen       | 6      |
| Ján Svorada         | 6      |

| Ciclista          | Etapas |
| ----------------- | ------ |
| Paolo Bettini     | 6      |
| Fabian Cancellara | 6      |
| Francesco Moser   | 5      |
| Italo Zilioli     | 4      |
| Patrick Sercu     | 4      |
| Rik Van Linden    | 4      |
| Erich Mächler     | 4      |
| Erik Breukink     | 4      |
| Romāns Vainšteins | 4      |
| Endrio Leoni      | 4      |

| Ciclista          | Etapas |
| ----------------- | ------ |
| Mario Cipollini   | 4      |
| Joaquim Rodríguez | 4      |
| Primož Roglič     | 4      |
| Filippo Ganna     | 4      |
| Jonathan Milan    | 4      |

- En negrilla corredores activos.